# Várfölde
Várfölde is een plaats (község) en gemeente in het Hongaarse comitaat Zala. Várfölde telt 233 inwoners (2001).